# (19993) Günterseeber
(19993) Gunterseeber, désignation internationale (19993) Günterseeber, est un astéroïde de la ceinture principale.

## Description
(19993) Gunterseeber est un astéroïde de la ceinture principale. Il fut découvert le 10 octobre 1990 à Tautenburg par Lutz Dieter Schmadel et Freimut Börngen. Il présente une orbite caractérisée par un demi-grand axe de 2,56 UA, une excentricité de 0,25 et une inclinaison de 3,7° par rapport à l'écliptique.

## Compléments